# Fútbol Sala Baix Maestrat
Il Fútbol Sala Baix Maestrat è stata una società di calcio a 5 spagnola che rappresentava la comarca di Baix Maestrat. La sede sociale e l'impianto di gioco erano nella città di Benicarló.

## Storia
La società è stata fondata nel 1996 a Benicarló; dopo alcune stagioni disputate tra seconda e terza serie, nella stagione 2003-04 il Baix Maestrat vince il proprio girone di División de Plata e quindi i play-off promozione battendo in finale l'Albacete. Dalla stagione 2004-05 fino allo scioglimento della società nel 2012, i valenciani giocano otto campionati di División de Honor. Il miglior piazzamento ottenuto nella stagione regolare è il terzo posto della stagione 2007-08 mentre nei play-off il Baix Maestrat ha raggiungendo in due occasioni le semifinali per il titolo (2006-07 e 2010-11).

## Palmarès
- Coppa Generalitat Valenciana 2002-03